# Rečica Kriška
Rečica Kriška je naseljeno mjesto u Republici Hrvatskoj u Zagrebačkoj županiji. 

## Zemljopis
Administrativno je u sastavu općine Križ. Naselje se proteže na površini od 20,62 km².

## Stanovništvo
Prema popisu stanovništva iz 2001. godine u Rečici Kriškoj žive 344 stanovnika i to u 111 kućanstava. Gustoća naseljenosti iznosi 16,68 st./km².
| broj stanovnika | 265   | 257   | 290   | 390   | 443   | 451   | 464   | 515   | 523   | 541   | 493   | 430   | 395   | 385   | 344   | 346   | 310   |
|                 | 1857. | 1869. | 1880. | 1890. | 1900. | 1910. | 1921. | 1931. | 1948. | 1953. | 1961. | 1971. | 1981. | 1991. | 2001. | 2011. | 2021. |

## Šport
- NK Jedinstvo Rečica Kriška, nogometni klub